# (27790) Urashimataro
(27790) Urashimataro est un astéroïde de la ceinture principale.

## Description
(27790) Urashimataro est un astéroïde de la ceinture principale. Il fut découvert le 13 février 1993 à Geisei par Tsutomu Seki. Il présente une orbite caractérisée par un demi-grand axe de 3,17 UA, une excentricité de 0,06 et une inclinaison de 10,3° par rapport à l'écliptique.

## Compléments